# Únos Mordechaje Vanunu
Únos Mordechaje Vanunu je operace izraelské tajné služby Mosad, při které byl v roce 1986 z Itálie do Izraele dopraven jaderný technik Mordechaj Vanunu, který britskému tisku poskytl informace o izraelském jaderném programu a výrobě jaderných zbraní v Izraeli.

## Prolog
První cesta Mordechaje Vanunu začátkem roku 1985 vedla z Izraele do Austrálie. S sebou měl nevyvolané snímky z jaderného zařízení v Dimoně.
V Austrálii začal pracovat jako taxikář a také začal navštěvovat anglikánský kostel. V tomto kostele také později konvertoval ke křesťanství, což v očích židů bylo stejně neomluvitelné jako pozdější prozrazení izraelského jaderného tajemství. První člověk, kterému řekl o snímcích izraelského jaderného zařízení byl kolumbijský novinář O. Herrera. Vanunu od něj, jako od novináře čekal pomoc při zveřejnění těchto informací. Ten se je sice pokoušel nabídnout médiím, ale byl na několika stranách odmítnut, např. i v Newsweeku. Teprve v srpnu 1986 pozitivně zareagovaly londýnské The Sunday Times. Ty do Sydney vyslaly svého pracovníka, novináře Petera Hounama, který měl za úkol posoudit věrohodnost Vanunových materiálů. Pravost fotografií potvrdil a později napsal, že byl překvapený množstvím detailů, které o Dimoně a jaderném zařízení Vanunu znal.
Díky Hounamově dobrozdání se The Sunday Times rozhodly Mordechaje Vanunu přivézt do Londýna a tam podrobit jeho příběh dalšímu zkoumání (Theodorem Taylorem, žákem Roberta Oppenhaimera a dr. Frankem Barnabym, jaderným fyzikem). Podle některých informací o jeho cestě do Velké Británie informovala australská rozvědka britskou MI6 a ta informaci předala Mosadu, podle jiných Mosad Mordechaje sledoval již ze Sydney.

## V Londýně
Pobyt v Londýně se pro Vanunua ukázal být velmi nudným. Přestože se ho snažili rozptýlit (včetně návštěvy opery), Mordechaj se cítil osamělý. A tak přestože mu bylo doporučeno zdržovat se v hotelovém pokoji, stále víc se toulal po okolí.
24. září se Vanunu na Leicester Square setkal s atraktivní blondýnkou. Chvíli se bavili a nakonec šli na kávu. Představila se mu jako Cindy. Říkala, že je Američanka, kadeřnice a v Londýně je na dovolené. Při hovoru navrhla, že by se druhý den mohli setkat znovu, v Tate Gallery. Vanunu se představil jako Johnson (jméno, pod kterým v Londýně pobýval), aniž tušil, že Cindy jeho pravou totožnost zná.
„Cindy“ nebyla americkou turistkou. Ve skutečnosti se jmenovala Cheryl Haninová a byla agentkou Mosadu. Hounam Vanuna sice varoval, že by Cindy mohla patřit k izraelské rozvědce, ale Vanunu mu nevěřil.
„Je to turistka a navíc je vůči Izraeli dost kritická,“ oponoval. Proto Hounam Vanunovi navrhl, aby ji přivedl k němu domů na večeři. To ale Vanunu na poslední chvíli zrušil s tím, že „jde ven“. Potom zmizel.
„Nikdy mu nemělo být dovoleno, aby se po Londýně toulal sám,“ řekl později Hounam, „ale problém byl v tom, že nepodepsal žádný kontrakt a my jsme neměli žádné právo ho omezovat.“ (Vanunu měl slíbeno 100 000 dolarů, nikoliv za samotné informace, ale jako podíl na jejich knižním zveřejnění).

## Únos
Vanunu se do „Cindy“ zamiloval. Odmítla jeho sexuální návrhy, ale nabídla mu, že spolu odletí do Říma, kde má její sestra volné apartmá. Letenky kupovala ona. Odlétli 30. září 1986 letem 504 společnosti British Airways. V Římě se vydali do slibovaného apartmá. Zde byl ale Vanunu omráčen a byl mu vpíchnut uspávací prostředek. Poté ho agenti Mosadu přepravili v rychlém člunu na otevřené moře, kde byl přeložen na izraelskou loď a dopraven do Izraele. 7. října dorazila loď k cíli. Vanunu byl vynesen na břeh a držen v úkrytu patřícím Mosadu.
Informace o svém únosu poskytl Vanunu sám, když při převozu k soudu napsal propiskou na dlaň (a přitiskl na sklo tak, aby to mohli čekající novináři vidět):
Vanunu M was hijacked in Rome. ITL. 30.9.86, 21:00. Came to Rome by fly BA504.
(Vanunu M. byl unesen v Římě 30.9.86 21:00 Přiletěl do Říma letem British Airways 504.)
Fotografie Vanunovy dlaně se objevila v mnoha periodikách po celém světě.

## Epilog
Mordechaj Vanunu byl v neveřejném procesu obviněn ze zrady a odsouzen k 18 letům odnětí svobody.
„Cindy“ Sheryl Haninová oficiálně odešla od Mosadu a s rodinou se usadila v USA, na Floridě. Její totožnost byla „prozrazena“ díky Vanunově  dlani (novináři si zjistili jméno Vanunovy spolucestující v letu 504 - Cindy Haninová (nepochopitelně bylo použito její dívčí jméno).
V Dimoně byly změněny bezpečnostní předpisy a propuštěn pracovník Šin Bet zodpovídající za ostrahu.

## Spekulace
Proč Mosad neunesl Vanuna dříve, než ten informace předal tisku?
Podle Hounama neměl Mosad dost času na vypracování plánu na Vanunův únos nebo likvidaci.
Proč byl Vanunu lákán do Říma a nebyl unesen přímo z Velké Británie?
Šimon Peres, tehdejší izraelský premiér nechtěl své britské kolegyni, ministerské předsedkyni Margaret Thatcherové působit problémy a dostat ji trapné pozice.
Nenechal Izrael schválně Mordechaje Vanunu utéct a zveřejnit informace o izraelském jaderném programu a výzbroji aby „zastrašil“ své arabské sousedy a odradil je od dalších pokusů o zničení Izraele?
Je to jedna z teorií, ale tento způsob je velmi komplikovaný.